# Wellstead
Wellstead is een plaats in de regio Great Southern in West-Australië.  

## Geschiedenis
In de jaren 1960 maakte de overheid de streek voor landbouwactiviteiten beschikbaar. Naarmate het aantal inwoners steeg werd de vraag voor de ontwikkeling van een dorp nadrukkelijker. In 1965 werd er een telefooncentrale gevestigd en kort daarna werd het dorp Wellstead officieel gesticht. De naam verwijst naar de familie Wellstead die er zich in de jaren 1860 vestigde en grote delen van de streek tussen Cape Riche en Bremer Bay in handen had.

## 21e eeuw
Wellstead maakt deel uit van het lokale bestuursgebied (LGA) City of Albany waarvan Albany de hoofdplaats is. Het is een verzamel- en ophaalpunt voor de oogst van de in de streek bij de Co-operative Bulk Handling Group aangesloten graanproducenten.
In 2021 telde Wellstead 78 inwoners tegenover 295 in 2006.

## Ligging
Wellstead ligt aan de South Coast Highway, 460 kilometer ten zuidzuidoosten van de West-Australische hoofdstad Perth, 194 kilometer ten zuidwesten van Ravensthorpe en 100 kilometer ten noordoosten van Albany.

## Klimaat
Wellstead kent een gematigd mediterraan klimaat, Csb volgens de klimaatclassificatie van Köppen. De gemiddelde jaarlijkse temperatuur bedraagt 15,2 °C en de gemiddelde jaarlijkse neerslag 500 mm.